# Saarilampi (sjö i Finland, Norra Österbotten, lat 65,68, long 28,25)
Saarilampi är en sjö i Finland. Den ligger i kommunen Taivalkoski i landskapet Norra Österbotten, i den nordöstra delen av landet, 600 km norr om huvudstaden Helsingfors. Saarilampi ligger 234,5 meter över havet. Arean är 29,3 hektar och strandlinjen är 5,13 kilometer lång. Sjön  ingår i Ijo älvs huvudavrinningsområde. 
I övrigt finns följande vid Saarilampi:
- Räävysjärvi (en sjö)